# Lathraea clandestina
Петрів хрест потайний (Lathraea clandestina) — вид рослини родини вовчкові.

## Назва
Грецьке слово λαθραῖος (lathraîos) означає «потайний».

## Будова
Паразитична рослина, що перебуває більшість часу під землею у вигляді коріння. Пурпурові квіти у суцвітті з'являються ззовні навесні. 

## Поширення та середовище існування
Зростає на корінні тополь, верб у Південно-Західній Європі.

## Галерея

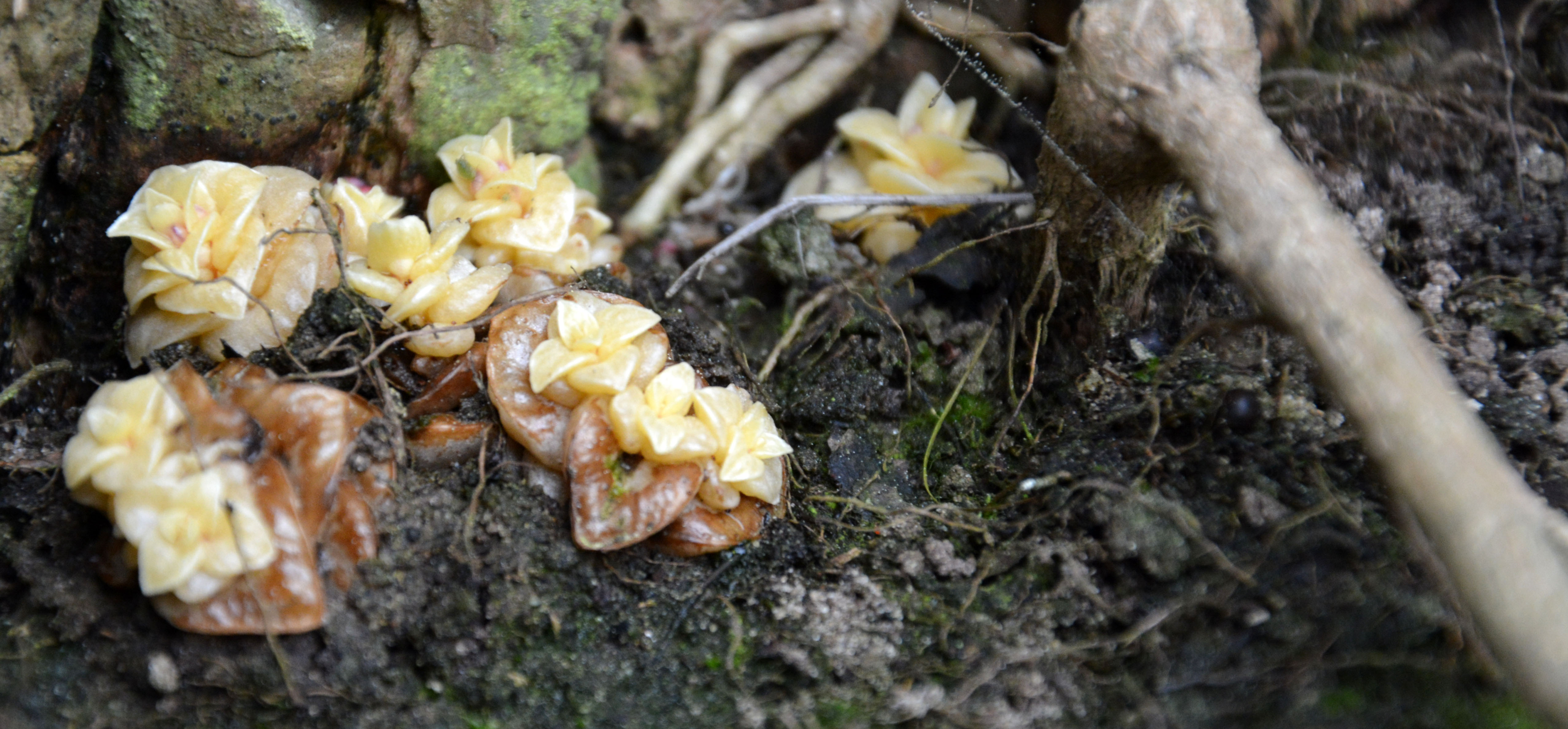
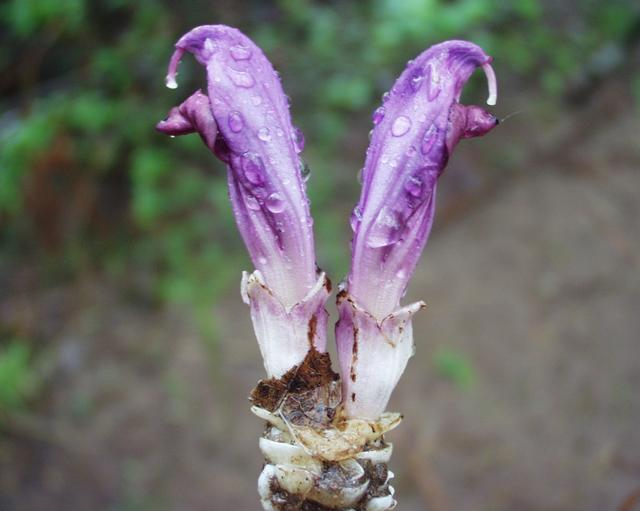
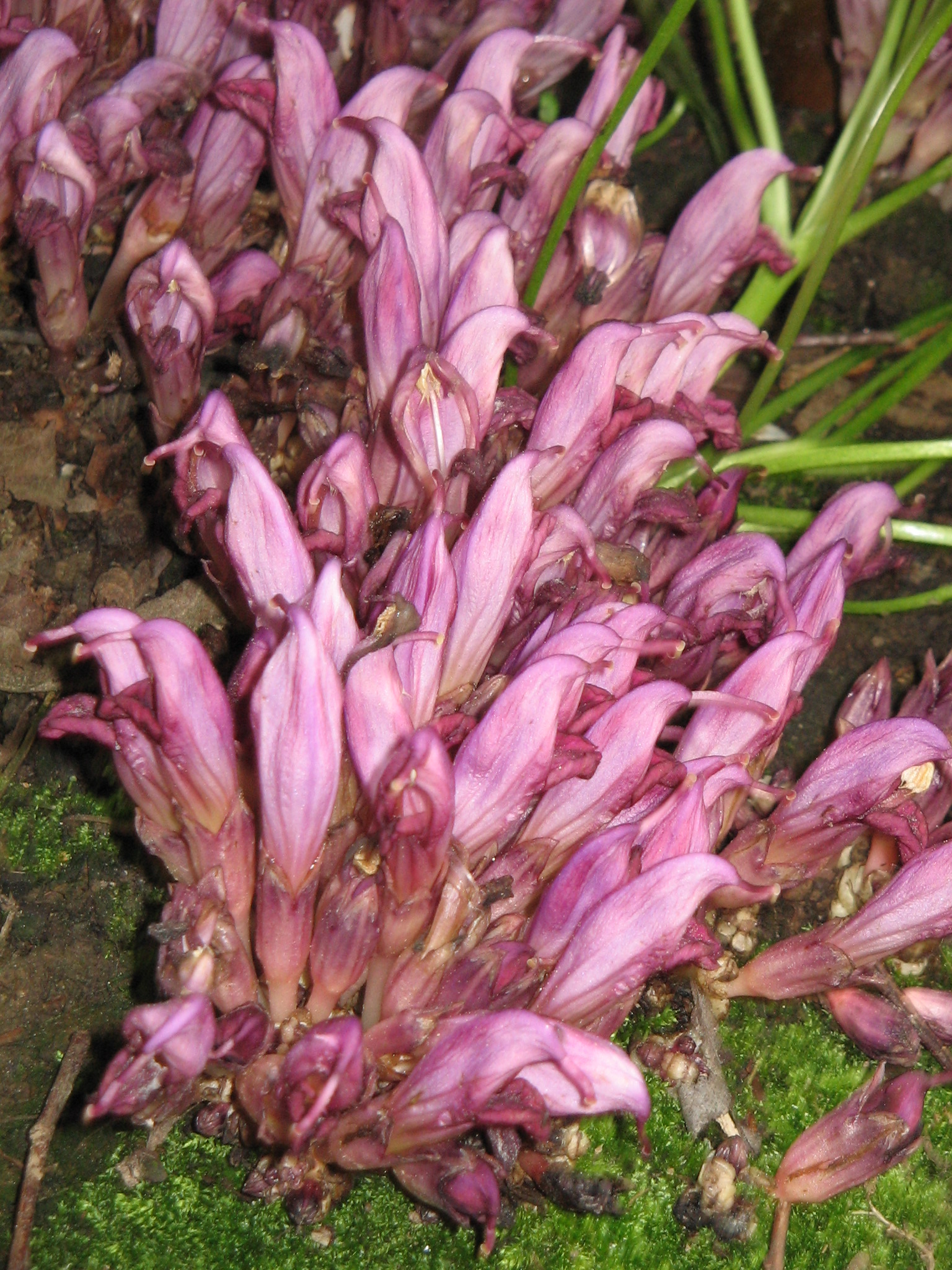